# Радецькі
Раде́цькі (болг. Радецки) — село в Сливенській області Болгарії. Входить до складу общини Нова Загора.

## Населення
За даними перепису населення 2011 року у селі проживали 399 осіб.
Національний склад населення села:
| Національність   | Кількість осіб | Відсоток |
| ---------------- | -------------- | -------- |
| болгари          | 329            | 85,9 %   |
| цигани           | 52             | 13,6 %   |
| Всього відповіли | 383            |          |

Розподіл населення за віком у 2011 році:
Динаміка населення: